# Bishonen (filme)
Bishonen... (chinês: 美少年之戀), é um filme de Hong Kong de 1998, de gênero drama e romance gay. Dirigido por Yonfan, é estrelado por Stephen Fung, Daniel Wu e Shu Qi.
Em 2011, o filme foi exibido no 16ª fetival de Busan International Film, como parte de uma retrospectiva da obra de Yonfan, que contou com sete dos seus filmes remasterizados restaurados e da década de 1980 até a década de 2000.

## Enredo
Jet (Stephen Fung) é um prostituto gay considerável cujo apelo sexual parece não ter limites. Todos o querem, mas ele está apaixonado por ninguém além de si mesmo.
As coisas mudam drasticamente quando ele percebe o que parece ser um jovem casal em uma loja, Sam (Daniel Wu) e Kana (Shu Qi). À primeira vista, ele se apaixona por Sam e começa a seguir os dois.
O amigo de Jet, Ching, que também é prostituto, coloca um anúncio pessoal em uma revista gay para Jet, implorando Sam entrar em contato com Jet.
Jet fica com raiva de Ching por não pedir permissão antes, mas sua ira desaparece rapidamente quando ele encontra Sam novamente no que parece ser um encontro casual, mas na verdade é um resultado do anúncio pessoal.
Sam é um policial e Jet começa a fazer amizade com ele, esperando que isso vai se transformar em um relacionamento. Mas Sam não parece perceber as intenções de Jet.
Sem o conhecimento de Jet, Sam teve um caso com a estrela pop K.S. (Terence Yin) cinco anos antes. Ao mesmo tempo, Ching tinha sido no amor não correspondido com Sam (em seguida, chamando a si mesmo Fai), quando os dois eram trabalhadores de escritório.
Ching trata de seu apartamento compartilhado com Jet quando Jet e Sam estão lá, reconhece instantaneamente Sam como Fai e está furiosa com Jet por roubar seu amado. Sam corre de volta para seu apartamento, mas Jet persegue. Os dois se beijam, mas são interrompidos por uma pessoa desconhecida na porta.
Mais tarde, Sam acredita que a pessoa que o flagrou seria seu pai. Dispostos a não enfrentar a decepção de seu pai, ele se mata. Jet vive como um traficante e recebe uma carta sabendo que Sam amava.

## Elenco
- Stephen Fung como Jet
- Daniel Wu como Sam
- Shu Qi como Kana
- Terence Yin como K.S (Kingsly)
- Jason Tsang como Chin
- Kenneth Tsang como pai de Sam
- Lisa Chiao Chiao como mãe de Sam
- Cheung Tat-ming como Tsu
- James Wong como cliente do bordel
- Joe Junior como Photografo
- Paul Fonoroff as cliente do bordel
- Michael Lam as cliente do bordel
- Yim Chim-lam
- Ma Man-ming
- Brigitte Lin (narradora)

## Música tema
- Answer (答案)
- Compositor: Chris Babida
- Letrista: Yao Chien
- Cantora: Coco Lee